# 尤美女
尤美女（1955年1月28日—），中華民國政治人物、彰化縣人，律師出身，第9屆民主進步黨全國不分區立法委員（法學專業代表）。國立臺灣大學法律研究所碩士、同校法律系及政治系雙學士。她支持女性主義、同志運動、同性婚姻。夫婿黃瑞明曾任司法院大法官、律師。
曾任「臺灣婦女團體全國聯合會」創會理事長、「國際職業婦女協會臺灣總會」副理事長、「臺灣法學會」副秘書長、臺北市律師公會理事長及婦女新知基金會監事等職，投入婦女運動逾30年。
2012年起代表民主進步黨出任全國不分區立法委員，擔任立法院司法及法制委員會召集委員，為法律、人權專業代表；兩屆立委期間，她因致力於推動同性婚姻法案而被同志族群封為「同婚女神」「媽祖婆」。2020年7月9日，獲法國頒國家功勳騎士勳章。

## 從政生涯

### 第八屆立法委員
2011年7月13日，尤美女獲民主進步黨提名為2012年立委選舉全國不分區立委排名第11，並於2012年1月14日之選舉中當選為中華民國第八屆立法委員。
2012年2月24日，尤美女立委於國是論壇反瘦肉精美牛
2012年3月21日，尤美女立委表示《都更條例》中部分條款賦予行政單位可以行政權強徵、強拆不願搬遷的民宅，已涉違憲疑義。鑑此，為避免都更案持續衍生更多爭議，造成更多住民受害，呼籲內政部營建署在修法完成前，應暫緩執行及受理都更案件，以維護民眾權益。
2012年3月29日，尤美女立委質詢拆遷文林苑時警方執法不當及都更違憲
2012年4月17日，立法委員林淑芬、尤美女、陳其邁等四十一人，為都市更新條例第二十二條第一項後段及第三十六條規定，有牴觸憲法、聯合國公民與政治權利國際公約、聯合國經濟社會文化權利國際公約之疑義，聲請解釋案。2012年6月22日司法院大法官會議決議不受理。
2012年5月3日，尤美女立委質詢：組織改造後的國發會下成立性別平等科，經建會尹啟銘主委答應。
2012年5月8日，尤美女立委：建請行政院儘速指派一名政務委員專職擔任性別平等會之執行長，及未來組織改造後「國家發展委員會」主委，亦應納為「行政院性別平等會」官方委員之一；已通過。
2012年5月25日，民進黨立委尤美女與中華人權協會賦稅人權委員會、反貧困聯盟等團體要求設納稅人權利保護官
2012年9月2日，公民監督國會聯盟評鑑為司法及法制委員會中的第一名
2012年10月16日，尤美女立委質詢，陳冲院長承諾之後預算決算書會加入非典型的詳細資料
2012年10月23日，尤美女立委於院會表示退休人員年終慰問金應刪除
2012年12月7日，立委尤美女提案修改「剩餘財產分配請求權」之相關規定，立院三讀通過刪除第1009、1011條規定，並將「剩餘財產分配請求權」改為「配偶一身專屬權」， 債權人不得代位而對非債務人一方行使剩餘財產分配請求權來「討債」。
2013年4月24日，尤美女委員針對公務人員年金改革方案質詢銓敘部部長，質疑這次考試院版的設計是一種「世代剝奪」式的改革，未來2017年之後新進公務體系的年輕人將要繳多，以補現在的財務缺口，好讓目前在職公務人員及已退休公務人員可以確保退休時享有八成的所得替代率；但相反的當民國106年之後新進人員他們年老退休時卻只確保領到五成五的所得替代率。而實際上三十年後退休時能不能領到錢不無疑問。
2013年5月1日，尤美女立委譴責苗栗警察局對苑裡反風車學生和居民上手銬等執法過當行為。在這之後四位員警受到懲處。
2013年5月6日，尤美女立委質詢勞委會主委：關廠工人案是當初勞委會失職，不應將問題推到法律的借貸關係。
2013年6月1日，尤美女立委指出，去年司法院在相關配套不足的情況下，使家事事件法匆匆上路，現在尤美女立委、社工師及婦女團體指出家事事件法目前六缺失，要求司法院應積極提出改善措施。
2013年11月12日，立法院院會無異議通過尤美女提案，反對中華人民共和國加入聯合國人權委員會，要求行政院偕同外交部公開發表聲明反對中華人民共和國進入聯合國人權委員會，呼籲世界各國不要投票支持北京政府。並依立法院2012年12月11日，通過之提案，要求北京政府立即釋放包括劉曉波在內的「自由中國16良心犯」。

### 第九屆立法委員
2016年12月26日，立法院司法法制委員會召委尤美女初審通過同性婚姻的《中華民國民法》修正草案，使草案送出委員會。
2018年5月11日，投票反對時代力量黨團提案變更原先議程，使婚姻平權相關法案未能儘速送入立院進行二、三讀，持續延宕。
2019年5月17日，投票贊成司法院釋字第七四八號解釋施行法草案，使中華民國成為亞洲第一個同性婚姻合法化國家。

## 外部連結
尤美女的Facebook專頁